# Отменённые созвездия

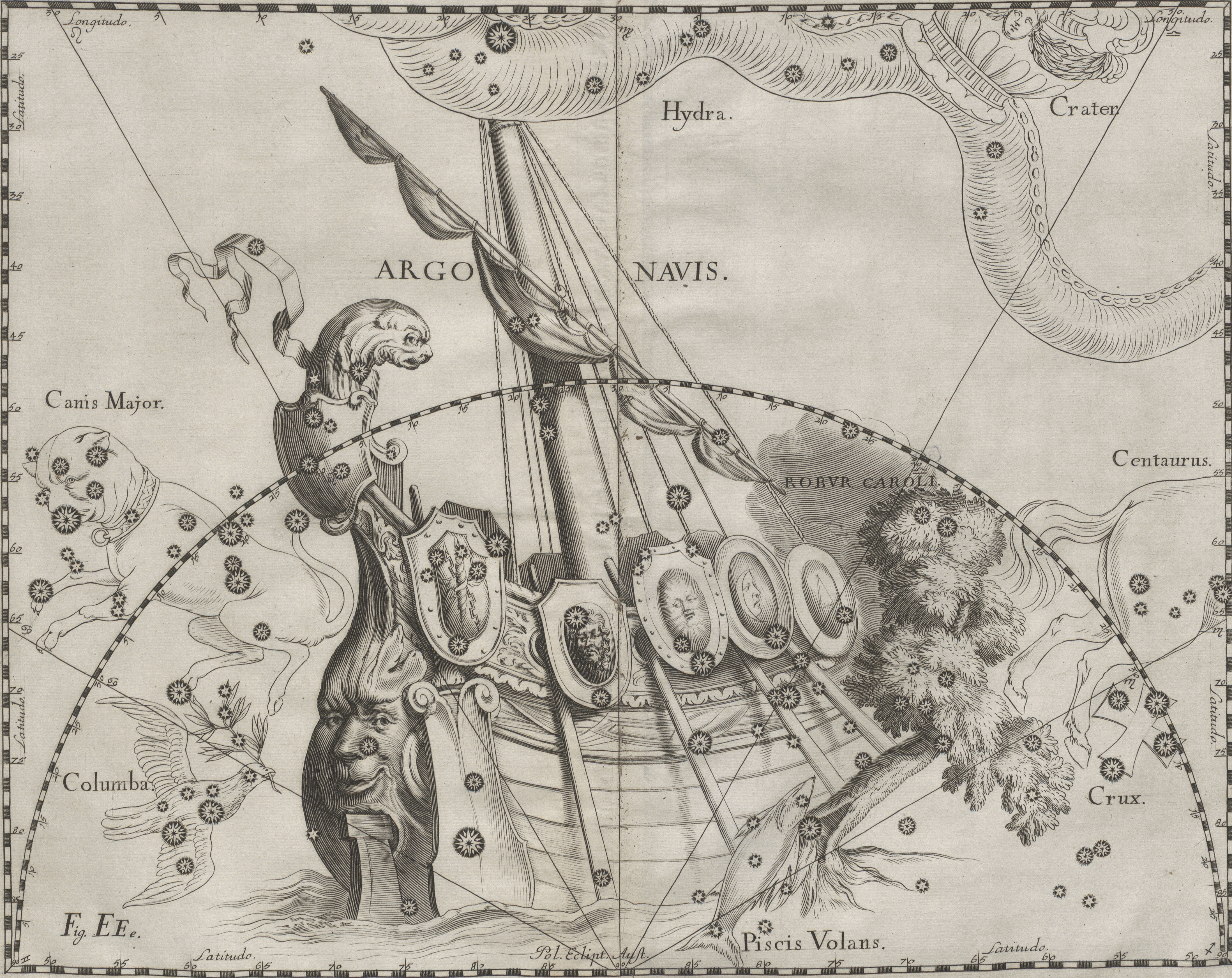
Отменённое созвездие Корабль Арго

Отменённые созвездия — созвездия, которые были предложены разными авторами, но не получили широкого распространения и не были официально признаны Ассамблеей Международного астрономического союза (МАС) в 1928 году (стандарт МАС опубликован в 1930 году). До стандартизации названий и границ созвездий авторы звёздных атласов нередко вводили по своему усмотрению новые созвездия или перекраивали старые. Часть таких нововведений закрепилась в науке (в основном неизвестные ранее созвездия южного полушария неба), но большинство, около сотни, не получили признания и были быстро забыты.

## Исторический обзор
До появления стандарта 1930 года многие из этих, ныне не существующих, созвездий считались традиционными в одной или нескольких странах или культурах. Некоторые из них просуществовали десятилетия, другие упоминались на протяжении многих веков. Все они теперь признаны имеющими лишь историческую ценность.
Некоторые из отменённых созвездий северного неба были размещены в менее населённых районах неба между традиционными более яркими созвездиями, просто чтобы заполнить пробелы. В южном небе новые созвездия часто создавались примерно с XV века путешественниками, которые начали путешествовать к югу от экватора. Европейские страны (Англия, Франция, Нидерланды, Германия, Италия и т. д.) часто поддерживали и популяризировали свои собственные контуры созвездий. В ряде случаев получалось так, что разные созвездия перекрывались и включали одни и те же звёзды. Эти отменённые созвездия часто встречаются в старых книгах, звёздных картах или звёздных каталогах.
Восемьдесят восемь современных имён и границ созвездий были стандартизированы МАС (1928) и изложены в книге Эжена Дельпорта (1930) в соответствии с международным соглашением, устраняющим любые возможные неясности между астрономами из разных стран.

## Хронология некоторых примечательных упразднённых созвездий
- Корабль Арго — это единственное из 48 созвездий, упомянутых у Птолемея, которое исключено из официального списка МАС. Причиной стала чрезмерная величина этого созвездия, из-за чего Николя Луи де Лакайль разделил его на три созвездия поменьше: Киль, Корму и Парус[7]. Новые созвездия были введены в звёздный каталог Coelum Australe Stelliferum, который был опубликован вскоре после смерти де Лакайля, в 1763 году.
- (1551 год) Герард Меркатор на своём небесном глобусе отделил 8 звёзд от созвездия Орла и назвал их созвездием Антиноя. Ранее инициатором создания созвездия Антиноя выступил в 132 году римский император Адриан, чьим фаворитом был Антиной. Позднее распоряжение Адриана было забыто; Клавдий Птолемей упомянул это созвездие, но не включил его в свой список классических созвездий[8]. Созвездие Антиноя было признано Тихо Браге и включено в «Уранографию» Яна Гевелия (1690)[9]. В стандарте МАС этот участок входит в созвездие Орла.
- (1612) Голландский картограф Петер Планциус предложил более 10 новых созвездий, из которых три были признаны (Жираф, Журавль и Единорог). Не получили признания: Петух, Северная Муха (её также называли «Пчелой»), Река Иордан, Страж Полюса, Река Тигр, Малый Рак и Южная Стрела.

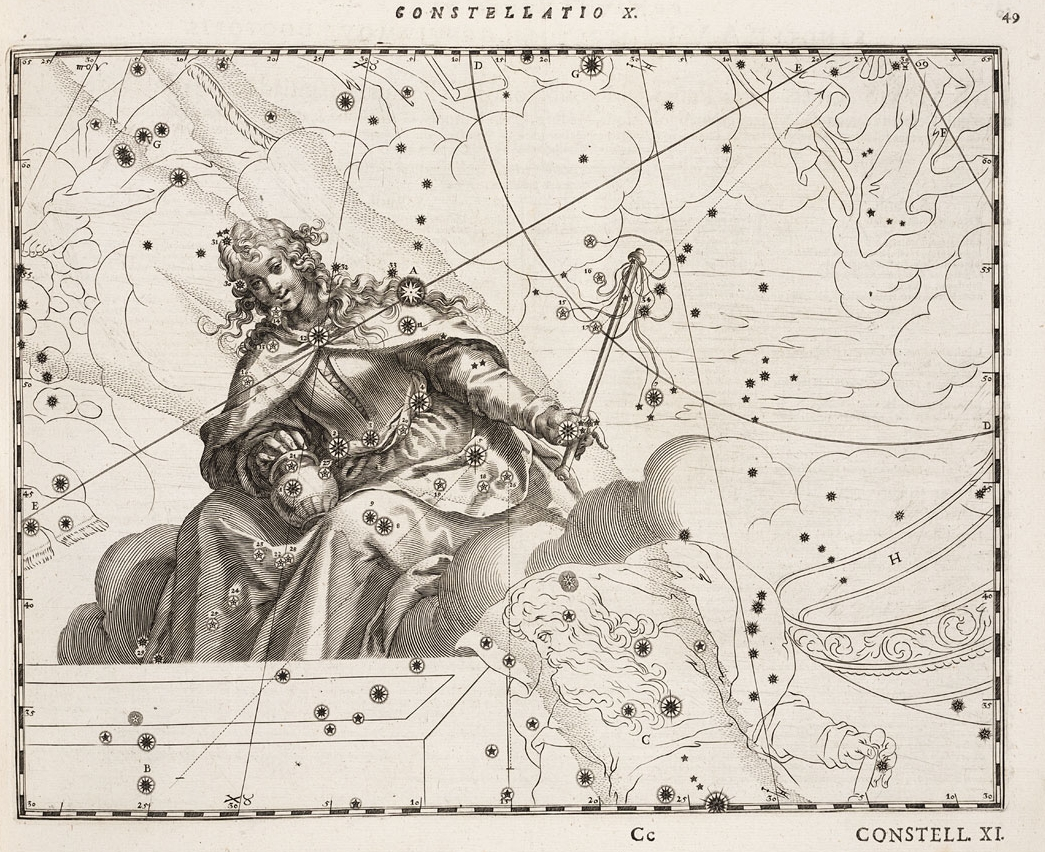
На месте Кассиопеи Шиллер разместил созвездие Марии Магдалины

- (1627) Немецкий астроном Юлиус Шиллер предпринял попытку радикальной реформы астрономических наименований, предложив заменить их языческие названия на христианские. В своём атласе «Христианское звёздное небо» (лат. Coelum Stellatum Christianum) он предложил назвать зодиакальные созвездия именами двенадцати апостолов, созвездия северного полушария неба — именами святых, героев и персонажей Нового Завета, а южного — в основном персонажами Ветхого Завета[10]. Кроме созвездий, Шиллер решил переименовать Солнце и Луну в «Иисус Христос» и «Дева Мария» соответственно, Венеру он назвал «Иоанн Креститель», Юпитер — Моисей и т. д. Его проект был однозначно воспринят как фарс и не имел последствий[11].
- (1679) Французский астроном Августин Ройе ввёл 4 новых созвездия, из них Лилия совпадала с «Северной мухой», а область созвездия Скипетр и Рука Правосудия в наши дни занимает созвездие Ящерицы. Два других нововведения Ройе (Южный Крест и Голубь) закрепились в науке.

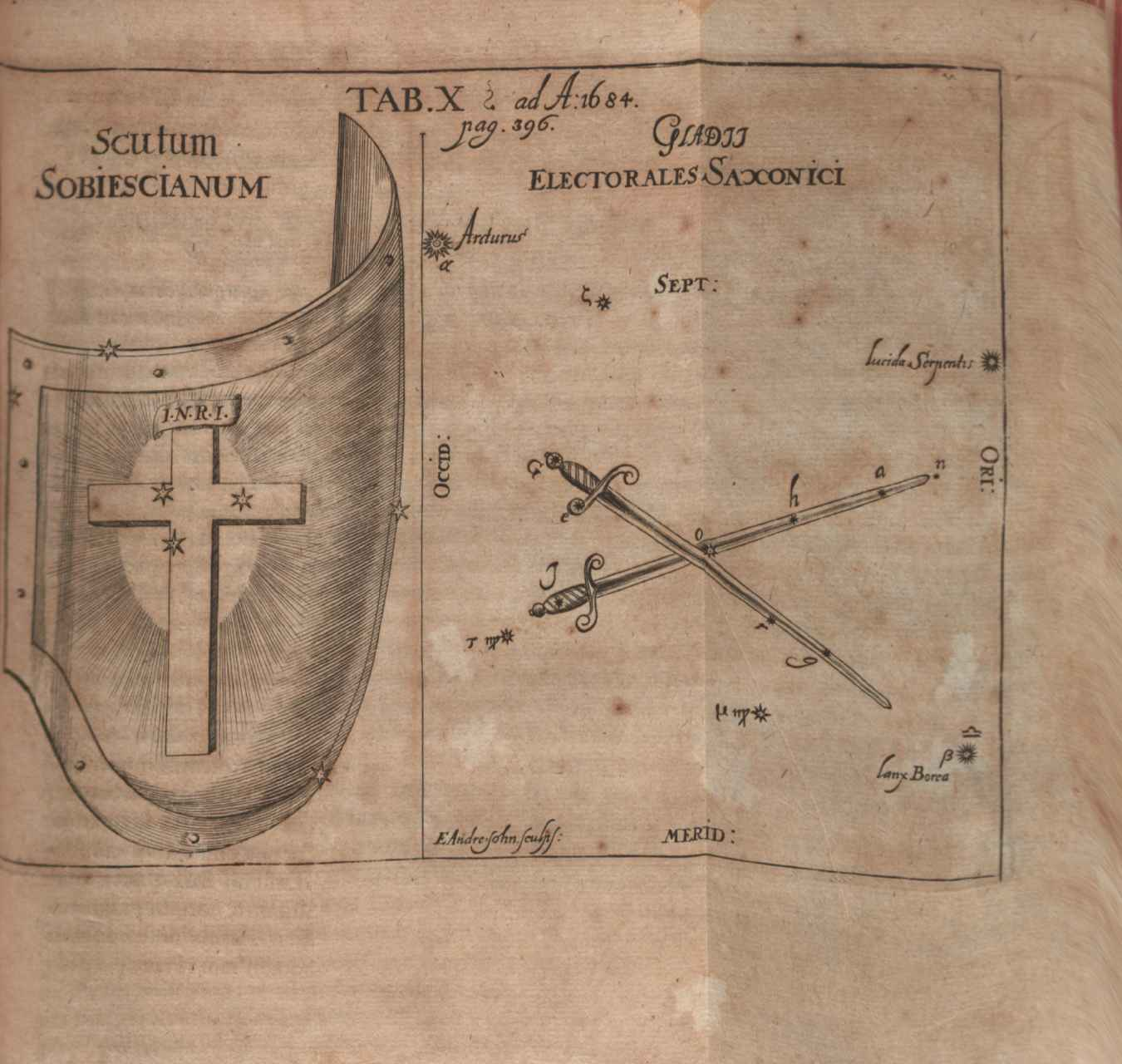
Созвездие Мечи Курфюрста Саксонского в журнале «Acta Eruditorum» (1694)

- (1684) Немецкий астроном Готфрид Кирх, надеясь на финансовую помощь правительства Саксонии, перенёс на небо деталь саксонского герба — Мечи Курфюрста Саксонского, для чего сократил участки сразу четырёх соседних созвездий.
- (1688) Эрхард Вейгель предложил заменить все созвездия неба на гербы современных ему царствующих домов. В течение двух лет он издал ряд работ, посвящённой этой реформе, и известных под общим названием «Небесная Геральдика» (Coelum Heraldicum). В 1699 году Вейгель сконструировал небесный глобус, на котором вместо созвездий были гербы. Созвездия Вейгеля никогда не использовались в астрономии.
- (1688) Созвездие южного полушария неба Бранденбургский Скипетр было предложено Готфридом Кирхом в журнале «Acta Eruditorum». Созвездие располагалось между Эриданом и Зайцем и символизировало скипетр правителей Бранденбурга[12]. В астрономическую практику вошло, однако, лишь после публикации в атласе Иоганна Боде в 1782 году. Звезда 53 Eridani A[англ.] получила название «Скипетр», и это всё, что осталось от упразднённого созвездия.
- (1690) Издан (посмертно) звёздный атлас «Уранография» Яна Гевелия, содержащий ряд новых созвездий. Часть из них была принята в науке: Гончие Псы, Лисичка, Малый Лев, Рысь, Секстант, Щит и Ящерица: три нововведения Гевелия были впоследствии отвергнуты:  Гора Менала, Цербер, Малый Треугольник.
- (1754) Английский натуралист-зоолог Джон Хилл опубликовал трактат «Urania: or, a compleat view of the Heavens; containing the Ancient and modern Astronomy in form of a Dictionary, etc.», где предложил несколько новых созвездий. Предложения Хилла были довольно экстравагантными, он поместил на небе полтора десятка насекомых, кишечнополостных, моллюсков и рыб. Некоторые историки астрономии подозревают, что это была своеобразная шутка; практически все последующие астрономы игнорировали нововведения Хилла.
- (1795) Созвездие Стенного квадранта предложено французским астрономом Жеромом Лаландом, оно располагалось в северном небе между созвездиями Волопаса и Дракона. Вероятно, в созвездии увековечен астрономический инструмент Тихо Браге. В честь этого упразднённого созвездия назван метеорный поток «Квадрантиды», радиант которого располагается в этом созвездии.
- (1799) Тот же французский астроном, Жером Лаланд, большой любитель кошек, создал созвездие Кошки на базе нескольких неярких звёзд созвездий Гидры и Насоса. В XIX веке некоторые звёздные карты отображали Кошку (иногда под именем «Домашняя кошка»), но в стандарт она не вошла. В качестве компенсации Международный астрономический союз в 2018 году назвал Кошкой (Felis) одну из звёзд созвездия Гидры (самую яркую из звёзд упразднённого созвездия Кошки: звёздной величиной 4,95). Эта звезда также известна как HD 85951 и HR 3923[13][14]. На некоторое время получили признание ещё два предложенных Лаландом созвездия: Хранитель Урожая и Воздушный Шар, однако в стандарт 1930 года они не вошли.
- (1806) Английский естествоиспытатель Томас Юнг, восхищённый открытием гальванической батареи, предложил отделить от созвездия Пегаса две звезды и назвать участок «Вольтова Батарея» (две звезды олицетворяли электрические контакты плюс и минус).
- (1810) Американский картограф Уильям Кросвелл из части звёзд созвездий Сетки и Часов образовал созвездие Мраморная Скульптура, которое, по его замыслу, стало бы вечным памятником Христофору Колумбу. Другое его предложение: созвездие Белки-летяги.

## Список отменённых созвездий
| Латинское (или национальное) название                                                                                              | Перевод и комментарии | Год появления    | Автор предложения                                                | Современное местонахождение                                |
| --- | --- | ---------------- | ---------------------------------------------------------------- | ---------------------------------------------------------- |
| Anguilla | Угорь | 1754             | Хилл, Джон                                                       | Малый Конь, Дельфин, Орёл, Стрелец, Змееносец, Змея, Щит   |
| Anser | Гусь | 1690             | Гевелий, Ян                                                      | Лисичка                                                    |
| Antecanis | Старое название созвездия Малый Пёс, лат. (восходящий) перед Псом | III век до н. э. | Арат из Сол                                                      | Малый Пёс                                                  |
| Antinous | Антиной | 132              | Император Адриан                                                 | Орёл, Водолей                                              |
| Apes | Пчела (именовалась также Vespa, Lilium и Северная Муха) | 1612             | Планциус, Петер                                                  | Овен                                                       |
| Apis | Пчела | 1598             | Планциус, Петер                                                  | Муха                                                       |
| Aranea | Паук | 1754             | Хилл, Джон                                                       | Дева, Весы, Гидра                                          |
| Argo Navis | Корабль Арго (ныне разделён на 3 части: Киль, Корма, и Паруса) | II век           | Клавдий Птолемей                                                 | Киль, Корма, Паруса                                        |
| Asselli и Praesepe | Ослята и Ясли | III век до н. э. | Арат из Сол                                                      | Рак                                                        |
| Asterion и Chara | Северный и южный Гончие Псы | 1690             | Гевелий, Ян                                                      | Гончие Псы                                                 |
| Austronotus | Гипотетическое созвездие южной небесной полусферы, возможно, Южная Корона, у Майкла Скота также в районе Геркулеса и Лиры. Обычно изображалось в виде женской формы кентавра или сфинкса                                                   | Средневековье    |                                                                  | Южная Корона или Геркулес, Лира                            |
| Battery of Volta | Батарея | 1807             | Юнг, Томас                                                       | Пегас, Малый Конь, Дельфин                                 |
| Bufo | Жаба | 1754             | Хилл, Джон                                                       | Весы, Гидра, Дева                                          |
| Cancer Minor | Малый Рак | 1613             | Планциус, Петер                                                  | Близнецы                                                   |
| Capra и Haedi | Коза Амалфея (вокруг звезды Капеллы) с козлятами (Дзета Возничего и Эта Возничего) | II век до н. э.  | Арат из Сол                                                      | Возничий                                                   |
| Ceneus | лапиф Кеней | начало XVII века | Блау, Виллем (?)                                                 | Южный Треугольник                                          |
| Cerberus | Цербер (страж Аида) | 1690             | Гевелий, Ян                                                      | Геркулес                                                   |
| Cor Caroli Regis Martyris | Сердце казнённого «короля-мученика» Карла I | 1673             | Скарборо, Чарльз                                                 | Гончие Псы                                                 |
| Corona Firmiana | Северная Корона, в честь графа Леопольда Антона фон Фирмиана | 1730             | Corbinianus Thomas                                               | Северная Корона                                            |
| Custos Messium | Хранитель Урожая | 1775             | Жером Лаланд                                                     | Жираф, Кассиопея, Цефей                                    |
| Daemon Meridianus | Полуденный демон | XII век          | Майкл Скот                                                       | Млечный Путь                                               |
| Deltoton | Дельта (устаревшее название созвездия Треугольника) | 1540             | Апиан, Петер                                                     | Треугольник                                                |
| Dentalium | Зубовик (моллюск) | 1754             | Хилл, Джон                                                       | Водолей, Орёл                                              |
| Effusio aquae | Вода | III век до н. э. | Арат из Сол                                                      | Водолей                                                    |
| Felis | Кошка | 1799             | Жером Лаланд                                                     | Гидра, Насос                                               |
| Figura Sonantis Canoni | Музыкант, играющий на кануне | XII век          | Майкл Скот                                                       | Эридан                                                     |
| Frederici Honores | Слава Фридриха II | 1787             | Боде, Иоганн Элерт                                               | Лебедь, Цефей, Кассиопея, Андромеда, Пегас                 |
| Gallus | Петух | 1613             | Планциус, Петер                                                  | Большой Пёс, Корма                                         |
| Gladii Electorales Saxonici | Мечи Курфюрста Саксонского | 1684             | Кирх, Готфрид                                                    | Волопас, Змея, Весы, Дева                                  |
| Globus Aerostaticus | Воздушный шар | 1798             | Жером Лаланд                                                     | Южная Рыба, Козерог, Микроскоп                             |
| Gryphites | Моллюск Gryphaea | 1754             | Хилл, Джон                                                       | Геркулес                                                   |
| Hippocampus | Морской конёк | 1754             | Хилл, Джон                                                       | Эридан, Орион, Телец, Кит                                  |
| Hirudo | Пиявка | 1754             | Хилл, Джон                                                       | Орион, Телец                                               |
| Jordanus | Река Иордан | 1613             | Планциус, Петер                                                  | Гончие Псы, Лев, Малый Лев, Рысь, Большая Медведица, Жираф |
| Lang | Птица-носорог | начало XVII века | Блау, Виллем (?)                                                 | Тукан                                                      |
| Leo Palatinus | Лев в честь курфюрста Карла IV Теодора и его супруги Елизаветы Августы Зульцбахской | 1785             | Karl-Joseph König                                                | Водолей, Орёл, Малый Конь, Дельфин                         |
| Lilium | Как Геральдическая лилия Бурбонов, предложена Парди в 1674 году под названием фр. Fleur de Lys (цветок лилии). В 1679 году Августин Ройе сократил название до «Лилия». Этот участок называли также «Муха» или «Северная Муха».             | 1679             | Парди, Игнас Гастон Ройе, Августин                               | Овен, Треугольник, Персей                                  |
| Limax | Слизень | 1754             | Хилл, Джон                                                       | Эридан, Орион, Заяц                                        |
| Linum Piscium | Линь. Варианты: Linum Austrinum и Linum Boreum (Боде, Иоганн Элерт, 1801: Lineola) | 1590             | Гуд, Томас                                                       | Рыбы                                                       |
| Lochium Funis | Лаг (морской прибор) (именовался также Linea Nautica (1888, Eliza A. Bowen)) | 1801             | Боде, Иоганн Элерт                                               | Компас, Паруса, Корма, Насос, Гидра                        |
| Lumbricus | Земляной червяк | 1754             | Хилл, Джон                                                       | Близнецы, Рак, Малый Пёс                                   |
| Machina Electrica | Электрическая машина | 1800             | Боде, Иоганн Элерт                                               | Печь, Скульптор                                            |
| Malus | Мачта, расширение созвездия Паруса, использовалось в XVII—XVIII веках. Сейчас это созвездие Компас. | 1844             | Гершель, Джон                                                    | Компас                                                     |
| Manis | Панголины | 1754             | Хилл, Джон                                                       | Лебедь, Цефей, Ящерица, Андромеда                          |
| Marmor Sculptile | Мраморный бюст Колумба | 1810             | William Croswell                                                 | Сетка, Часы                                                |
| Mockingbird | Пересмешник | 1807             | Юнг, Томас                                                       | Гидра, Весы                                                |
| Mons Maenalus | Гора Менала, священная гора в Пелопоннесе, Греция | 1690             | Гевелий, Ян                                                      | Волопас, Дева                                              |
| Musca Borealis | Северная Муха | 1690             | Гевелий, Ян                                                      | Овен                                                       |
| Noctua | Сова | 1822             | Джеймисон, Александр в своём звёздном атласе «A Celestial Atlas» | Гидра, Весы, Дева                                          |
| Norma Nilotica | Ниломер | 1822             | Джеймисон, Александр                                             | Водолей                                                    |
| Officina Typographica | Типографский Станок | 1801             | Боде, Иоганн Элерт                                               | Корма, Единорог, Большой Пёс                               |
| Patella | Морское блюдечко | 1754             | Хилл, Джон                                                       | Змееносец                                                  |
| Phoenicopterus | Фламинго | начало XVII века | Планциус, Петер                                                  | Журавль                                                    |
| Pinna Marina | Мидия | 1754             | Хилл, Джон                                                       | Щит, Орёл                                                  |
| Piscis Notus (ныне Piscis Austrinus)                                                                                               | Южная Рыба | III век до н. э. | Арат из Сол                                                      | Южная Рыба                                                 |
| Polophylax | Страж Южного полюса | 1592             | Планциус, Петер                                                  | Тукан, Павлин, Индеец, Журавль                             |
| Pomum Imperiale | Держава императора, в честь императора Леопольда I | 1688             | Кирх, Готфрид                                                    | Водолей, Орёл                                              |
| Phaethon | Фаэтон | Средневековье    | Арат из Сол / Гай Юлий Гигин                                     | Эридан                                                     |
| Pluteum | Парапет (устаревшее название созвездия Живописца) | 1881             | Андре, Рихард                                                    | Живописец                                                  |
| Psalterium Georgii | Лютня Георга, в честь английского короля Георга (Лаланд предложил переименовать в Арфу Георга) | 1781             | Хелл, Максимилиан                                                | Эридан, Телец, Кит                                         |
| Quadrans Muralis | Стенной Квадрант, астрономический инструмент | 1795             | Жером Лаланд                                                     | Волопас, Дракон, Геркулес                                  |
| Quadratum | Квадрат или Ромб, устаревшее название созвездия Сетки | 1706             | Carel Allard                                                     | Сетка, Южная Гидра                                         |
| Ramus Pomifer | Ветвь яблони | 1690             | Гевелий, Ян                                                      | Геркулес, Лира                                             |
| Rhombus | Ромб | 1621             | Исаак Хабрехт II                                                 | Сетка, Южная Гидра                                         |
| Robur Carolinum | Дуб Карла II, почитаемое дерево в Великобритании | 1679             | Галлей, Эдмунд                                                   | Киль, Паруса                                               |
| Rosa | Шиповник | 1536             | Апиан, Петер                                                     | Волосы Вероники                                            |
| Sagitta Australis | Южная стрела | 1613             | Планциус, Петер                                                  | Стрелец, Скорпион                                          |
| Scarabaeus | Скарабей | 1754             | Хилл, Джон                                                       | Змееносец, Змея, Скорпион, Весы                            |
| Sceptrum Brandenburgicum | Скипетр Бранденбурга | 1688             | Кирх, Готфрид                                                    | Эридан, Заяц                                               |
| Sceptrum et Manus Iustitiae | Скипетр и Рука Правосудия | 1679             | Ройе, Августин                                                   | Ящерица, Андромеда                                         |
| Sciurus Volans | Белка-летяга, ныне часть созвездия Жирафа | 1810             | William Croswell                                                 | Жираф                                                      |
| Sextants Uraniae | Секстант Урании (сейчас называется просто Секстант) | 1690             | Гевелий, Ян                                                      | Секстант                                                   |
| Siren | Сирены | начало XVII века | Блау, Виллем (?)                                                 | Муха, Хамелеон                                             |
| Solarium | Солнечные часы | 1822             | Джеймисон, Александр                                             | Сетка, Часы, Золотая Рыба, Южная Гидра                     |
| Sudarium Veronicae | Плат Вероники | 1643             | Antoine Marie Schyrle de Rheita                                  | Секстант                                                   |
| Tarandus или Rangifer | Северный олень | 1736             | Лемонье, Пьер Шарль                                              | Цефей, Жираф, Кассиопея                                    |
| Taurus Poniatovii | Назван в честь Станислава Августа Понятовского | 1777             | Почобут-Одляницкий, Мартин                                       | Змееносец, Змея, Орёл                                      |
| Tarabellum | Дрель | XII век          | Майкл Скот                                                       | Стрелец, Козерог                                           |
| Telescopium Herschelii | Телескоп Гершеля | 1801             | Боде                                                             | Возничий, Рысь, Близнецы                                   |
| Testudo | Черепаха | 1754             | Хилл, Джон                                                       | Рыбы, Кит                                                  |
| Tigris | Река Тигр | 1613             | Планциус, Петер                                                  | Пегас, Лебедь, Змееносец, Лисичка, Орёл                    |
| Triangulus Antarcticus | Старое название для созвездия Южный Треугольник, на глобусе Планциуса изображено на месте современных Летучей Рыбы и Хамелеона | 1589             | Планциус, Петер                                                  | Летучая Рыба, Хамелеон                                     |
| Triangulum Majus | Большой Треугольник (устаревшее название созвездия Треугольник) | 1690             | Гевелий, Ян                                                      | Треугольник                                                |
| Triangulum Minus | Малый треугольник | 1690             | Гевелий, Ян                                                      | Треугольник                                                |
| Tubus Herschelii Major | Большой Телескоп Гершеля | 1789             | Хелл, Максимилиан                                                | Возничий, Рысь, Близнецы                                   |
| Tubus Herschelii Minor | Малый Телескоп Гершеля | 1789             | Хелл, Максимилиан                                                | Телец                                                      |
| Turdus Solitarius | Одинокий Дрозд (вскоре переименовано в «Пересмешник», а затем в Сову). Назван в честь Родригесского дронта, вымершей нелетающей птицы. | 1776             | Лемонье, Пьер Шарль                                              | Гидра, Весы, Дева                                          |
| Uranoscopus | Рыбка-звездочёт | 1754             | Хилл, Джон                                                       | Близнецы, Возничий, Рысь                                   |
| Urna | Урна Водолея | 1596             | Zacharias Bornmann                                               | Водолей                                                    |
| Vespa | Оса (старое название созвездия Северная Муха) | 1624             | Барч, Якоб                                                       | Овен                                                       |
| Vexillum | Вексиллум | XII век          | Майкл Скот                                                       | Лев, Дева                                                  |
| Vultur Cadens | Старое название созвездия Лира, лат. падающий гриф | Средневековье    |                                                                  | Лира                                                       |
| Vultur Volans | Старое название созвездия Орёл, лат. летящий гриф | Средневековье    |                                                                  | Орёл                                                       |
| Zeus | Зевс Громовержец | 1575             | ?                                                                | Жираф                                                      |
| Triangula, Triangulum, Catuli, Corona, Corolla, Piscis, Camelus, Vulpes, Equus, Delphin, Ursa Minor, Canis, Felis, Leaena и Cervus | Устаревшие названия созвездий Треугольник, Южный Треугольник, Гончие Псы, Северная Корона, Южная Корона, Южная Рыба, Жираф, Лисичка, Малый Конь, Дельфин, Большая Медведица, Малая Медведица, Большой Пёс, Малый Пёс, Малый Лев и Единорог | 1873             | Проктор, Ричард Антони                                           |                                                            |